# Championnat du Mozambique de football 2010
Navigation
Saison 2009 Saison 2011
La saison 2010 du Championnat du Mozambique de football est la trente-quatrième édition du championnat de première division au Mozambique. Les quatorze meilleurs clubs du pays sont regroupés au sein d'une poule unique où ils s'affrontent deux fois, à domicile et à l'extérieur. En fin de saison, les trois derniers sont relégués et remplacés par les trois meilleurs clubs de deuxième division.
C'est la Liga Desportivo Muçulmana de Maputo qui remporte le championnat cette saison après avoir terminé en tête du classement final, avec sept points d'avance sur le CD Maxaquene et neuf sur le Clube Ferroviario de Maputo. C'est le tout premier titre de champion du Mozambique de l'histoire du club.

## Les clubs participants
| - CD Costa do Sol - CD Maxaquene - Vilankulo FC - Promu de D2 - Clube Ferroviario de Maputo - Sporting Clube de Beira - Promu de D2 - Textáfrica do Chimoio - FC Lichinga | - Clube Ferroviario de Pemba - Promu de D2 - Clube Atlético Muçulmano da Matola - Clube Ferroviário da Beira - Liga Desportivo Muçulmana de Maputo - Grupo Desportivo de Maputo - CD Matchedje - GD HCB de Songo |

## Compétition

### Classement
Le barème utilisé pour établir le classement est le suivant :
- Victoire : 3 points
- Match nul : 1 point
- Défaite, forfait ou abandon : 0 point

| Rang | Équipe                              | Pts | J  | G  | N  | P  | Bp | Bc | Diff |
| ---- | ----------------------------------- | --- | -- | -- | -- | -- | -- | -- | ---- |
| 1    | Liga Desportivo Muçulmana de Maputo | 58  | 26 | 18 | 4  | 4  | 44 | 13 | +31  |
| 2    | CD MaxaqueneC                       | 51  | 26 | 15 | 6  | 5  | 27 | 14 | +13  |
| 3    | Clube Ferroviario de Maputo         | 49  | 26 | 14 | 7  | 5  | 41 | 20 | +21  |
| 4    | GD HCB de Songo                     | 46  | 26 | 12 | 10 | 4  | 30 | 21 | +9   |
| 5    | CD Matchedje                        | 34  | 26 | 9  | 7  | 10 | 19 | 24 | -5   |
| 6    | Vilankulo FCP                       | 34  | 26 | 9  | 8  | 9  | 20 | 24 | -4   |
| 7    | Grupo Desportivo de Maputo          | 31  | 26 | 7  | 10 | 9  | 17 | 23 | -6   |
| 8    | CD Costa do Sol                     | 31  | 26 | 8  | 7  | 11 | 30 | 26 | +4   |
| 9    | Clube Ferroviário da Beira          | 29  | 26 | 7  | 8  | 11 | 21 | 26 | -5   |
| 10   | Sporting Clube de BeiraP            | 28  | 26 | 7  | 7  | 12 | 28 | 36 | -8   |
| 11   | Clube Atlético Muçulmano da Matola  | 28  | 26 | 6  | 10 | 10 | 18 | 27 | -9   |
| 12   | Textáfrica do Chimoio               | 26  | 26 | 6  | 8  | 12 | 16 | 26 | -10  |
| 13   | FC Lichinga                         | 24  | 26 | 5  | 9  | 12 | 13 | 31 | -18  |
| 14   | Clube Ferroviário de PembaP         | 23  | 26 | 6  | 5  | 15 | 17 | 30 | -13  |

|  | Qualification pour la Ligue des champions de la CAF 2011                                        |
|  | Qualification pour la Coupe de la confédération 2011                                            |
|  | Relégation directe en deuxième division                                                         |
|  | T : Tenant du titre C : Vainqueur de la Coupe du Mozambique P : Club promu de deuxième division |

## Bilan de la saison
| Championnat du Mozambique de football 2010                             |                                                 |
| Champion                                                               | Liga Desportivo Muçulmana de Maputo (1er titre) |
| Coupes et trophées                                                     |                                                 |
| Vainqueur de la Coupe du Mozambique 2010                               | CD Maxaquene                                    |
| Qualifications continentales                                           |                                                 |
| Ligue des champions de la CAF 2011                                     | Liga Desportivo Muçulmana de Maputo             |
| Coupe de la confédération 2011                                         | CD Maxaquene                                    |
| Promotions et relégations                                              |                                                 |
| Promus en Moçambola                                                    | Chingale de Tete                                |
| Promus en Moçambola                                                    | Incomati Xinavane                               |
| Promus en Moçambola                                                    | Clube Ferroviario de Nampula                    |
| Relégués en Championnat du Mozambique de football de deuxième division | Textáfrica do Chimoio                           |
| Relégués en Championnat du Mozambique de football de deuxième division | FC Lichinga                                     |
| Relégués en Championnat du Mozambique de football de deuxième division | Clube Ferroviário de Pemba                      |